# Grundton
Als Grundton bezeichnet man den fundamentalen Ton einer Tonleiter, eines Intervalls, eines Akkords, eines akustischen Klangs oder der Stimmung eines Musikinstruments. Auf tonale musikalische Abschnitte oder Musikstücke bezogen ist Grundton sinnverwandt mit den Bezeichnungen Tonika oder tonales Zentrum, z. B. das c bei C-Dur.

## Grundton einer Tonleiter

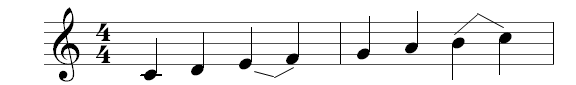
Durtonleiter über dem Grundton C. Die Klammern kennzeichnen die Halbtonschritte.

Der Grundton einer Tonleiter ist der für die Tonart namensgebende Ton, wie zum Beispiel C-Dur oder a-Moll. Meist wird die Tonleiter (Skala) von ihrem Grundton an aufsteigend angegeben. Eine Ausnahme bilden die plagalen Kirchentonarten (z. B. Hypodorisch), bei denen sich der Grundton nicht am Beginn, sondern in der Mitte der Skala befindet.
Beim Gregorianischen Choral war der Grundton mit dem Schlusston einer Melodie identisch und wurde deshalb auch als „Finalis“ bezeichnet.

## Grundton eines Intervalls
In älterer Literatur wird bei einem Intervall unter dessen Grundton einfach der tiefere der beiden beteiligten Töne verstanden. Intervallgrundtöne im eigentlichen Sinne, nämlich eines dominierenden Haupttons wurden erst von Paul Hindemith in seiner 1937 erschienenen Unterweisung im Tonsatz in die Musiktheorie eingeführt. Hindemith stützt sich dabei auf das Phänomen der Kombinationstöne, die in bestimmten Fällen dafür sorgen, dass einer der beiden Intervalltöne klanglich verstärkt wird und somit den anderen an Gewicht übertrifft. So wird etwa bei einer Quinte der untere, bei einer Quarte der obere Ton verstärkt. Entsprechend erweist sich bei der großen Terz der untere, bei der kleinen Sexte der obere Ton als Grundton. Bei den übrigen Intervallen ergeben die Kombinationstöne allerdings kein klares Ergebnis, da sie nicht mehr mit einem der beiden Intervalltöne zusammenfallen. Hier nimmt Hindemith die Zuweisung der Intervallgrundtöne nach eher pragmatischen Kriterien vor.

## Grundton eines Akkords

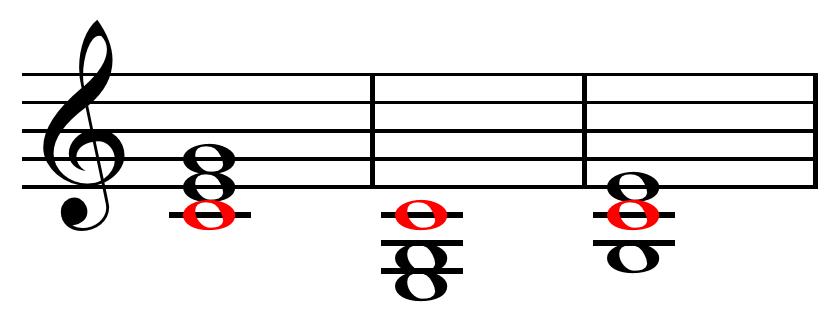
Grundstellung und Umkehrformen eines C-Dur-Dreiklangs. Der Grundton (rot) bleibt gleich.

Im Generalbass und teils auch in der Harmonielehre gilt als Grundton eines Akkords der tiefste Ton seiner Grundstellung, in welcher er aus aufeinandergeschichteten Terzen besteht. Während bei der Grundstellung Grund- und Basston identisch sind, ändert sich letzterer bei Umkehrung des Akkords, wogegen der Grundton gleich bleibt.

### Stufen- und Funktionstheorie
Die Gleichsetzung des Grundtons mit dem Basston der Grundstellung gilt uneingeschränkt nur in der Stufentheorie. In der später entwickelten Funktionstheorie versteht man unter dem Grundton eines Akkords denjenigen, der seiner harmonischen Funktion entspricht, wodurch sich Abweichungen zur Stufentheorie ergeben können. So schreibt man z. B. dem Akkord h-d'-f' in C-Dur wegen seines Auflösungsbestreben in die Tonika eine dominantische Funktion zu. Man betrachtet ihn als verkürzten Dominantseptakkord und weist ihm den Grundton g zu, obwohl dieser gar nicht erklingt. Während stufentheoretisch der Akkord zur VII. Stufe gehört, ordnet ihn die Funktionstheorie der V. Stufe (Dominante) zu.
Ein weiteres Beispiel für die unterschiedliche Interpretation eines Akkords ist der Sixte-ajoutée-Akkord f-a-c'-d'. Die Stufentheorie deutet ihn als erste Umkehrung des Septakkords der II. Stufe mit Grundton d, die Funktionstheorie als subdominantischen Klang mit Grundton f.

### Grundtonbestimmung nach Hindemith
Da die traditionelle Harmonielehre Probleme mit der Deutung von Akkorden hat, die sich nicht auf das Terzenbauprinzip zurückführen lassen, empfindet Hindemith sie als ein zu enges System der Klangbestimmung und entwickelt eine neue Akkordlehre, die auf alle denkbaren Klänge gleichermaßen anwendbar ist. Hiernach wird der Grundton eines Akkords mit dem Grundton des „besten“ in ihm enthaltenen Intervalls identifiziert. Das „beste“ Intervall ist dasjenige mit dem höchsten Konsonanzgrad, also das in der Reihe der nach abnehmendem Klangwert angeordneten Intervalle (Quinte, Quarte, große Terz, kleine Sext…) am weitesten vorne stehende. Wenn also im Akkord eine Quinte enthalten ist, was häufig der Fall ist, so ist deren unterster Ton Grundton; kommen zwei Quinten im Akkord vor, so bestimmt wegen ihres größeren Gewichts die tiefer liegende Quinte den Grundton.
In einfachen Fällen liefern Stufentheorie, Funktionstheorie und Hindemiths Verfahren das gleiche Ergebnis. Alle drei sehen z. B. beim C-Dur-Dreiklang das c als Grundton. In anderen Fällen können jedoch Unterschiede in der Deutung auftreten. So wird etwa in C-Dur der halbverminderte Septakkord h-d'-f'-a' von der Stufentheorie als Septakkord der VII. Stufe (Grundton h) gedeutet, von der Funktionstheorie als verkürzter Dominantseptnonakkord (Grundton g), und nach Hindemith bestimmt sich der Grundton aus der Quinte d'-a' zu d'.

## Grundton eines Klangs

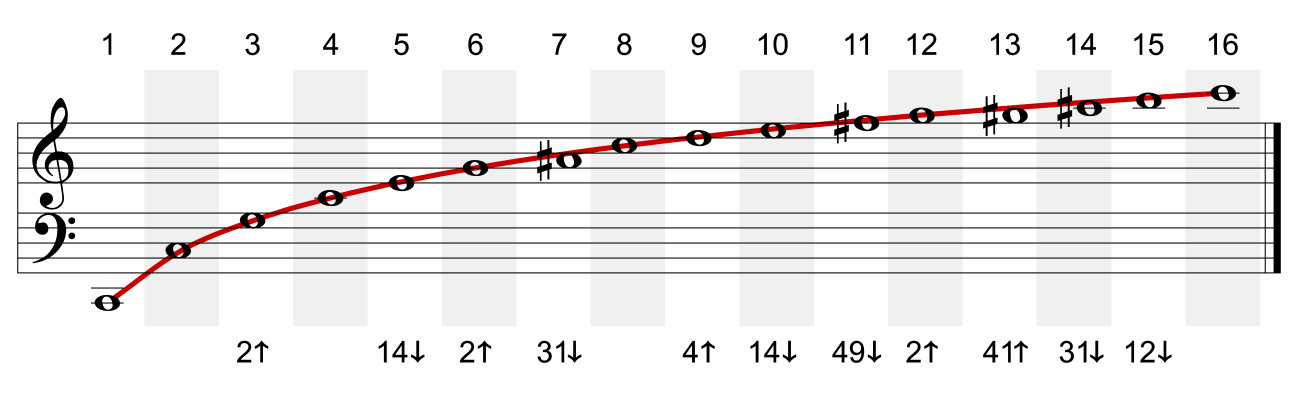
Notation der ersten 16 Töne der Teiltonreihe über dem Grundton C. Die Zahlen und Pfeile kennzeichnen die Abweichung der Teiltöne von den notierten Tonhöhen in Cent.

Ein einzelner Ton ist im akustischen Sinne in der Regel kein Sinuston, sondern ein aus solchen zusammengesetzter komplexer Klang. Dessen Grundfrequenz wird auch Grundton genannt und entspricht in den meisten Fällen der wahrgenommenen eigentlichen Tonhöhe. Seltener gibt es das akustische Phänomen, dass die Grundfrequenz bei einem Klang ganz fehlt und dieser trotzdem in Höhe der fehlenden Grundfrequenz wahrgenommen wird ('Missing Fundamental', Residualton).
Die Obertonreihe eines Grundtones bestimmt generell nicht nur die Klangfarbe, sondern hat aufgrund ihrer Zusammensetzung (etwa bezüglich der Unterschiede in der Stärke der einzelnen Obertöne) auch direkten Einfluss auf die Klangfarbe des wahrgenommenen Tones.
Sind die Obertöne eher gering ausgeprägt, spricht man von einem „grundtönigen“ Klang. Die Zweierpotenzen der Grundfrequenz eines Tones (entsprechend den Partialtönen 2, 4, 8 und 16) ergeben stets dessen Oktavierungen.

## Grundton bei Musikinstrumenten
Der Grundton eines Blechblasinstruments ist der tiefste Naturton, den das Instrument (ohne Benutzung von Ventilen oder Zügen) erzeugen kann. Er bestimmt die Grundstimmung des Instruments. Bei transponierenden Instrumenten wird dieser Ton als c notiert.
Bei manchen Holzblasinstrumenten, zum Beispiel fast allen Blockflöten, bezeichnet Grundton den tiefsten spielbaren Ton. Bei ihm sind alle Tonlöcher geschlossen, die schwingende Luftsäule hat also etwa die Länge des ganzen Instruments.
Bei Saiteninstrumenten mit Griffbrett (z. B. Violine, Gitarre) wird manchmal der Ton einer „leeren“ (ungegriffenen) Saite als deren Grundton bezeichnet.